# Andrena mesoleuca
Andrena mesoleuca är en biart som beskrevs av Cockerell 1924. Andrena mesoleuca ingår i släktet sandbin, och familjen grävbin. Inga underarter finns listade i Catalogue of Life.